# Восход Земли
«Восход Земли» (англ. Earthrise) — фотография Земли, сделанная во время облёта Луны космическим кораблём «Аполлон-8» астронавтом Уильямом Андерсом. Одна из самых известных фотографий Земли из космоса.
Номер снимка в каталогах НАСА — AS8-14-2383. Фотография сделана 24 декабря 1968 года.

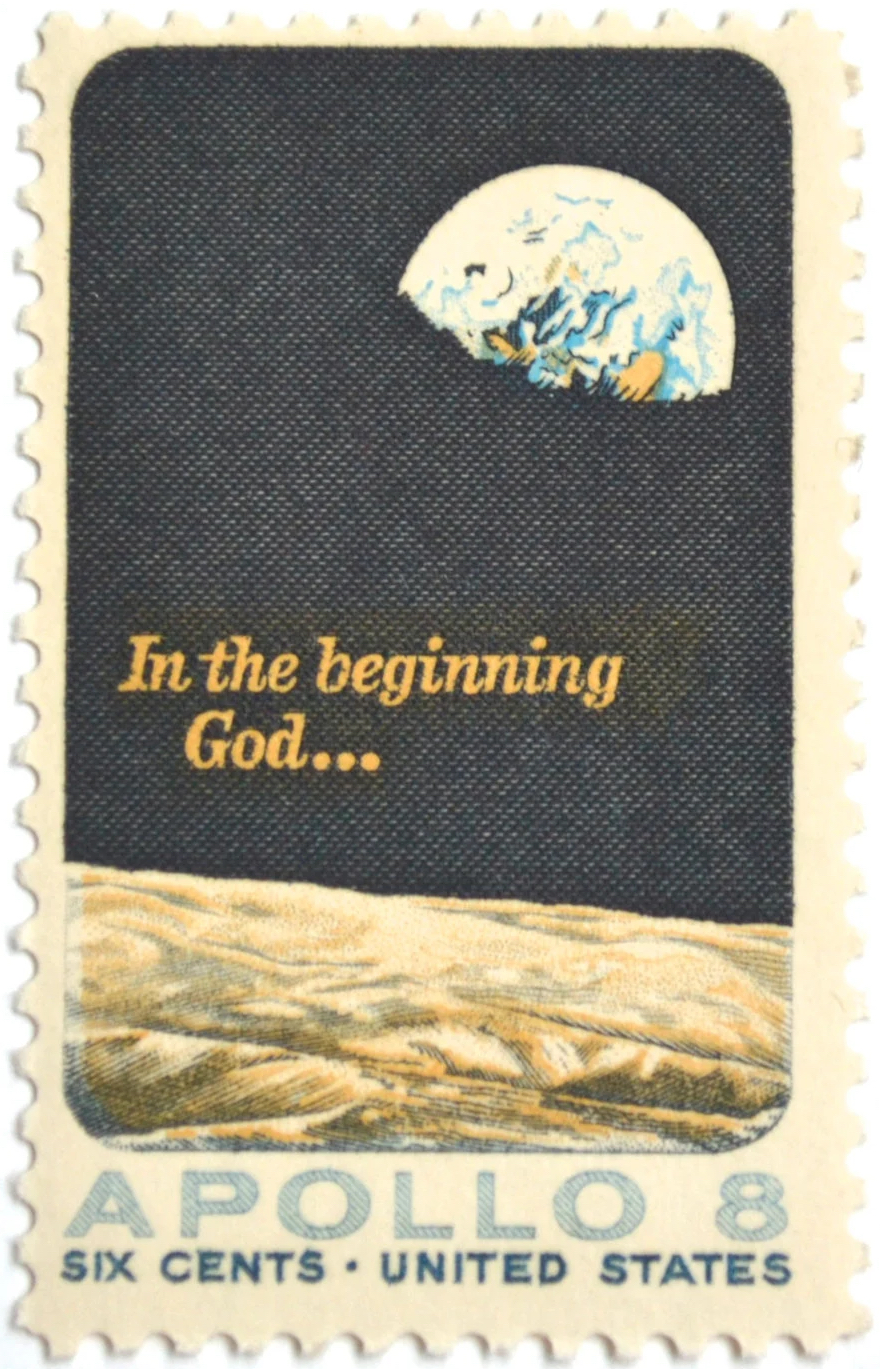
Марка в память полёта и чтения Библии в сочельник на орбите Луны

Строго говоря, на большей части Луны нет восходов и заходов Земли — Луна всегда повёрнута к Земле одной стороной. Однако существует либрация, максимальное значение которой составляет 7°45′. Благодаря либрации Земля (видимая с Луны угловым размером в 2°) на лунном небосводе описывает подобие фигур Лиссажу в прямоугольнике 15°48′ шириной и 13°20′ высотой. Соответственно, есть участки Луны (края, относительно наблюдателя с Земли: около 20 % поверхности), на которых происходят восходы и закаты Земли с периодичностью около 30,5 земных суток.
Для корабля, обращающегося вокруг Луны по достаточно низкой околокруговой орбите, Земля восходит и заходит во время каждого оборота.
5 октября 2018 года в честь 50-летия миссии «Аполлон-8» Международный астрономический союз присвоил двум кратерам, видным на фотографии «Восход Земли», названия Anders’ Earthrise и 8 Homeward.